# Sonagramme

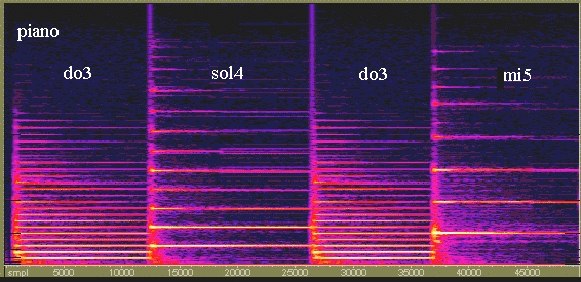
Notes jouées au piano.

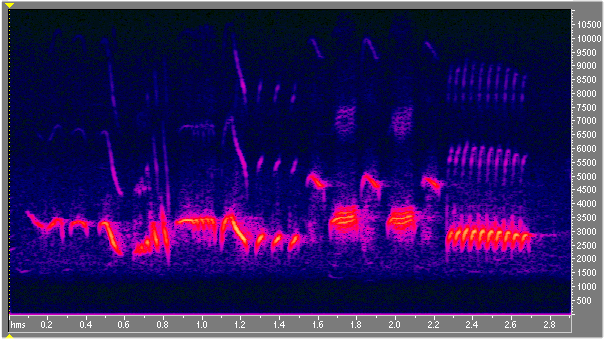
Chant d'un merle bleu.

Un sonagramme, ou sonogramme, est une représentation, utilisée pour l'analyse spectrale des sons variables, de la pression acoustique ou de la tension associée, selon une graduation de couleur, en fonction de la fréquence et du temps, respectivement portés en ordonnée et en abscisse.

## Intérêt
L'intérêt est la possibilité de voir l'évolution du son au cours du temps dans ses deux paramètres principaux, la fréquence, qui détermine la perception de la hauteur et du timbre grave ou aigu, et l'intensité, à l'origine du volume ou puissance sonore. Le sonagramme représente ainsi un caractère important des sons, leur dynamique, avec des attaques plus ou moins franches, des vibratos, etc.
Cette évolution est essentielle dans la reconnaissance d'un son — chant d'oiseau par exemple — et dans la définition du timbre d'un instrument. Les sonagrammes sont utilisés pour l'analyse sonore de la voix en phoniatrie, où ils permettent de diagnostiquer certaines lésions, des instruments de musique, des œuvres musicales, des sons de la nature ou de machines, etc. On a cru pouvoir utiliser le sonagramme pour l'identification judiciaire ; mais s'il permet à un expert d'affirmer que deux enregistrements d'un même texte viennent de locuteurs différents, l'attribution à une personne donnée d'une voix enregistrée a été combattue avec succès.

## Obtention

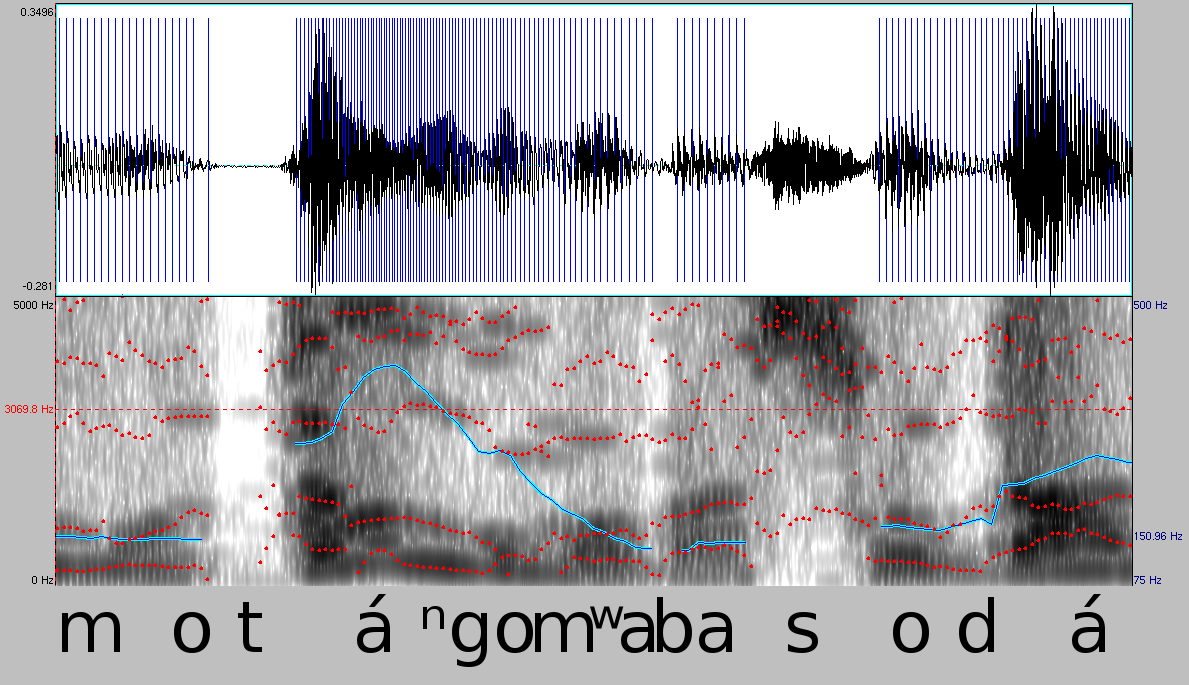
Spectrogramme du lingala standard : [motaⁿgo ma basodá] (femme).

Les premiers sonagrammes étaient obtenus par un dispositif analogique et un traceur mécanique, le sonagraphe, qui ne permettait d'analyser, après plusieurs minutes, qu'un enregistrement de quelques secondes, passant plusieurs fois à travers une batterie de filtres résonateurs. L'informatique permet désormais d'obtenir en temps réel ce type de représentation, ainsi que celles en trois dimensions. On utilise une analyse de Fourier numérique avec une fenêtre que l'on fait glisser tout au long de la durée du son.

### Génération
La façon la plus courante de calculer des sonagrammes est de choisir un certain nombre de temps {\displaystyle t_{i}} et de calculer leur spectre de fréquence sur une fenêtre s'étendant de {\displaystyle t_{i}-w/2} à {\displaystyle t_{i}+w/2} où {\displaystyle w} est la taille de la fenêtre.

### Compromis
Le sonagramme représente dans un seul diagramme à deux dimensions trois paramètres:
- le temps,
- la fréquence
- la puissance sonore.

La précision avec laquelle on peut identifier la fréquence dépend du temps d'analyse, selon le principe d'incertitude. Les plages de fréquences que l'on peut distinguer ont toutes la même largeur absolue f2-f1, alors que la perception, en particulier la hauteur musicale, se base sur une croissance géométrique, avec f2/f1 à peu près constante. Une fenêtre longue rend la dynamique indistincte, une fenêtre courte rend la fréquence imprécise.